# Sfigmomanometer
Sfígmomanometer (grško sphigmus - pulz + manometer) je merilna priprava za merjenje arterijskega krvnega tlaka.
Sfigmomanometer sestavljajo napihljiva manšeta, živosrebrni kapljevinski manometer, gibljiva cev, ki povezuje manšeto z manometrom, ter bodisi gumijasta bučka z ventilom za napihovanje manšete, bodisi motorizirani sistem za polnjenje manšete. Ročni model sfigmomanometra, kot se uporablja še danes, je v začetku 20. stoletja uvedel italijanski zdravnik Scipione Riva-Rocci (1863-1937).

## Delovanje
Manšeta se namesti na nadlaket sedečega pacienta v približno isti višini, kot je srce. Tlak v manšeti povečujemo, dokler povsem ne ustavimo pretoka krvi v arteriji. Med poslušanjem brahialne arterije v komolčnem sklepu s stetoskopom postopoma znižujemo tlak v manšeti. Pri določenem tlaku, ko začne kri spet teči po arteriji, zaslišimo šumenje in srčni pulz. Tlak zabeležimo kot sistolični tlak. Ob nadaljnjem zniževanju tlaka pri določeni vrednosti šumenje poneha, kar zabeležimo kot diastolični tlak.